# Чесапик-бей-ретривер
Чеса́пик-бей-ретри́вер (англ. chesapeake bay retriever) — охотничья порода собак, выведенная в США в конце XIX века. С 1964 года является официальным символом штата Мэриленд.

## Происхождение
В 1807 году английский корабль потерпел крушение рядом с Мэрилендом, в Чесапикском заливе, к счастью все люди, находившиеся на корабле спаслись, в том числе 2 собаки - кобель и сука ньюфаундленда, но красноватого окраса.  Собаки были обучены подносить уток из воды, они спокойно доставали дичь даже из холодной воды.
Охотники были в восторге от таких собак и началось разведение, в результате которого был выведен чесапикский ретривер. В разведении участвовали те самые два ньюфаундленда, ирландские водяные спаниели, сеттеры и кунхаунды.
Первоначально породу назвали чесапикской утиной собакой или ньюфаундлендской утиной собакой.
В 1878 году породу признал Американский кеннел-клуб (AKC). Почти через 90 лет, породу приняла Международная кинологическая федерация (FCI).
Чесапик-бей-ретривер — это единственная из шести пород ретриверов, которая имеет американские корни.

## Внешний вид
Чесапик-бей-ретривер — идеальный охотник на водоплавающую дичь в любых условиях, ему не страшны ни ледяная вода, ни холодный сильный ветер! Он способен долгое время работать без устали.
Корпус удлиненный, череп широкий и округлый с сужающейся к носу мордой и крепкими челюстями с так называемой «мягкой пастью», характерной для всех ретриверов. Глаза у собаки средние, светлого оттенка, желтоватые или янтарные с умным выражением. Ушки небольшие, висящие.
Шея сильная и мускулистая, средней длины. Корпус средней длины, спина короткая и мощная, компактная, грудь сильная и широкая, бочкообразная грудная клетка. Хвост средней длины, прямой или немного изогнутый. Передние конечности прямые, с хорошим костяком и мышцами, задние ноги особенно мощные и ровные, мускулистые и прямые. Лапы заячьи с перепонками. Прибылые пальцы удаляются. Движения плавные, производят впечатления мощи и силы.
Высота в холке кобелей — 58—66 см, сук — 53—61 см, вес кобелей — 29,5—36,5 кг, сук — 25—32 кг.

### Шерсть
Шерсть короткая, густая, грубая, напоминает плюшевый плед. Подшёрсток непроницаем для воды. Наиболее желателен окрас цвета пожухлой травы, однако допустимы вариации от тёмно-коричневого до светло-соломенного.

## Характер и содержание

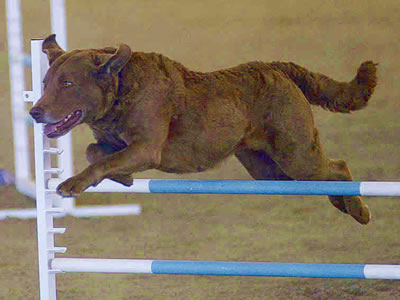
Чесапик-бей-ретривер на аджилити

### Характер и темперамент
Чесапикский ретривер очень предан всем членам семьи, они чрезвычайно ориентированы на человека, порода нуждается в постоянном общении, поэтому они ужасно плохо переносит одиночество. С семьей порода очень ласкова и любвеобильна. Они сдержаны с незнакомцами и предпочитают не обращать на них внимание. Чесси легко ладит с детьми, они любят и защищают их.

### Уход
Чесапик-бей-ретривер — короткошерстная порода с хорошо развитым подшёрстком, который нуждается в еженедельном вычесывании. Купают породу не часто, по мере загрязнения. Грумминг или тримминг породе не нужен.
Чесси очень активная собака, он нуждается в ежедневных нагрузках.

## Использование и дрессировка
Чесапик-бей-ретриверы — самые выносливые и сильные из пяти пород ретриверов.  Порода очень активная и любит работать. Чесапики являются отличными компаньонами, служебными собаками, охотничьими собаками и преуспевают практически во всех областях, где используются собаки.

### Использование
Породу вывели для подружейной охоты на водоплавующую дичь. Задача ретривера — достать подбитую дичь из водоёма. Особенностью чесси является плотный непромокаемый подшёрсток, защищающий её от холодной воды. Ещё одной особенностью является мягкая пасть, присущая всем ретриверам, благодаря ей собака не повреждает добычу.
Несмотря на то что породу вывели именно для охоты на водную дичь, она отлично проявляет себя в охоте на любой местности.

### Дрессировка
Из-за упрямого и независимого характера чесапикский ретривер сложен в дрессировке, потому не подходит не опытным владельцам. Порода успешно участвует в различных кинологических видах спорта: обидиенс, аджилити и так далее. Разумеется полевые работы и охота — самое лучшее занятие для охотничьего пса.